# Beraeamyia aphyrte
Beraeamyia aphyrte är en nattsländeart som beskrevs av Malicky 1972. Beraeamyia aphyrte ingår i släktet Beraeamyia och familjen sandrörsnattsländor. Inga underarter finns listade i Catalogue of Life.